# Oecetis janseni
Oecetis janseni är en nattsländeart som beskrevs av Navás 1931. Oecetis janseni ingår i släktet Oecetis och familjen långhornssländor. Inga underarter finns listade i Catalogue of Life.